# Elecciones estatales de Hesse de 1970
La elección del séptimo Parlamento de Hesse se llevó a cabo el 8 de noviembre de 1970. Antes de la elección, el parlamento presentó un proyecto de ampliación de la dieta de 96 a 110 escaños, además de bajar la edad para votar de 21 años a 18. Se celebró un referéndum el 8 de marzo de 1970, resultando vencedora la opción afirmativa a estas propuestas.

## Resultados

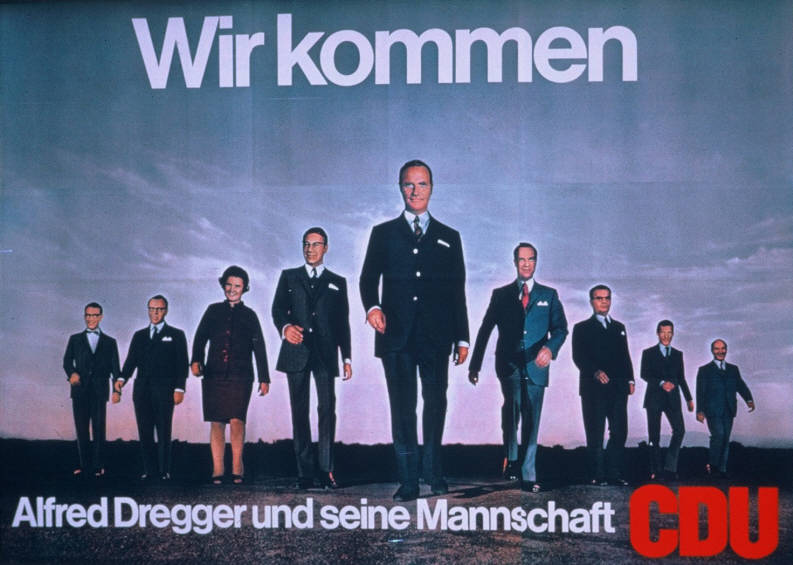
Afiche de la CDU

El SPD perdió la mayoría absoluta, pero siguió siendo el partido más votado. La CDU ganó 13,3 puntos porcentuales, llegando hasta el 39,7%, hasta entonces su mejor resultado en la historia de Hesse. El FDP, que el 14 de junio en las elecciones estatales en Baja Sajonia y el Sarre había caído por debajo del 5% e incluso en el mismo día en la elección de Renania del Norte-Westfalia había experimentado perdidas electorales, mantuvo su nivel de votación y aumentó su representación. El NPD abandonó con un 3% el parlamento. Los resultados en detalle fueron:
| Partido        | Partido        | Votos     | %     | Candidatos | Mandatos directos | Escaños |
| -------------- | -------------- | --------- | ----- | ---------- | ----------------- | ------- |
| Hab. inscritos | Hab. inscritos | 3.828.701 |       |            |                   |         |
| Votantes       | Votantes       | 3.171.227 | 82,23 |            |                   |         |
| Votos válidos  | Votos válidos  | 3.141.816 | 99,07 |            |                   |         |
|                | SPD            | 1.442.201 | 45,90 | 55         | 38                | 53      |
|                | CDU            | 1.248.453 | 39,74 | 55         | 17                | 46      |
|                | FDP            | 316.270   | 10,07 | 55         |                   | 11      |
|                | NPD            | 94.531    | 3,01  | 55         |                   |         |
|                | DKP            | 36.712    | 1,17  | 55         |                   |         |
|                | EP             | 3.649     | 0,12  | 17         |                   |         |
| Total          | Total          | 3.141.816 | 100   | 292        | 55                | 110     |

## Post-elección
SPD y FDP formaron una coalición con 64 de los 110 escaños -una clara mayoría- bajo el primer ministro Albert Osswald, que asumió el cargo el 17 de diciembre. Por primera vez, el FDP estuvo involucrado en un gobierno estatal en Hesse.